# UFC 227
UFC 227: Dillashaw vs. Garbrandt 2（ユーエフシー・ツートゥエンティセブン：ディラショー・バーサス・ガーブラント・ツー）は、アメリカ合衆国の総合格闘技団体「UFC」の大会の一つ。2018年8月4日、カリフォルニア州ロサンゼルスのステイプルズ・センターで開催された。

## 大会概要
本大会では王者TJ・ディラショーと挑戦者コーディ・ガーブラントによるUFC世界バンタム級タイトルマッチ、王者デメトリアス・ジョンソンと挑戦者ヘンリー・セフードによるUFC世界フライ級タイトルマッチが組まれ、セミファイナルのフライ級タイトルマッチではジョンソンがセフードに2-1の判定負けを喫したことで12回目のフライ級王座防衛に失敗し王座から陥落、防衛記録はUFC選手としては史上最多の11回でストップした。メインカードのバンタム級タイトルマッチではUFC 217以来の両者の再戦となったディラショーがガーブラントを1R4:10で膝蹴りからのパンチ連打によるTKO勝利を収め、初防衛に成功した。

## 試合結果

### アーリープレリム
第1試合 バンタム級 5分3R
○  マルロン・ヴェラ. vs.  ウリジ・ブレン ×
2R 4:53 KO（左ボディブロー）
第2試合 女子ストロー級 5分3R
○  ジャン・ウェイリー vs.  ダニエル・テイラー ×
3R終了 判定3-0（29-28、29-28、29-28）
第3試合 フライ級 5分3R
○  アレックス・ペレス vs.  ホセ・トーレス ×
1R 3:36 KO（スタンドパンチ連打）

### プレリミナリーカード
第4試合 フェザー級 5分3R
○  シェイモン・モラエス vs.  マット・セイレス ×
3R終了 判定3-0（29-28、29-28、29-28）
第5試合 バンタム級 5分3R
○  リカルド・ラモス vs.  カン・ギョンホ ×
3R終了 判定2-1（29-28、28-29、29-28）
第6試合 バンタム級 5分3R
○  リッキー・シモン vs.  モンテル・ジャクソン ×
3R終了 判定3-0（30-27、30-27、29-28）
第7試合 バンタム級 5分3R
○  ペドロ・ムニョス vs.  ブレット・ジョーンズ ×
3R終了 判定3-0（30-26、29-28、29-27）

### メインカード
第8試合 ミドル級 5分3R
○  チアゴ・サントス vs.  ケビン・ホランド ×
3R終了 判定3-0（29-27、29-27、29-26）
第9試合 女子ストロー級 5分3R
○  J.J.アルドリッチ vs.  ポリアナ・ヴィアナ ×
3R終了 判定3-0（29-28、29-28、29-27）
第10試合 フェザー級 5分3R
○  ヘナート・モイカノ vs.  カブ・スワンソン ×
1R 4:15 リアネイキドチョーク
第11試合 UFC世界フライ級タイトルマッチ 5分5R
○  ヘンリー・セフード vs.  デメトリアス・ジョンソン ×
5R終了 判定2-1（48-47、47-48、48-47）
※セフードが王座獲得に成功。
第12試合 UFC世界バンタム級タイトルマッチ 5分5R
○  TJ・ディラショー vs.  コーディ・ガーブラント ×
1R 4:10 TKO（膝蹴り→パンチ連打）
※ディラショーが初防衛に成功。

### 各賞
ファイト・オブ・ザ・ナイト： ヘンリー・セフード vs. デメトリアス・ジョンソン
パフォーマンス・オブ・ザ・ナイト： TJ・ディラショー、ヘナート・モイカノ
各選手にはボーナスとして5万ドルが授与された。

### カード変更
負傷などによるカードの変更は以下の通り。